# Konradihaus (Konstanz)
Das Konradihaus, auch Erzbischöfliches Studienheim Sankt Konrad, war ein katholisches Knabenseminar in Konstanz, benannt nach dem Heiligen Konrad, Bischof von Konstanz und Patron des Erzbistums Freiburg.

## Geschichte
1864 begründeten die Geistlichen Johann Georg Gruper, Peter Zureich und Thomas Geiselhart das Knabenseminar in der Rheingasse 80 in Konstanz. Die Zöglinge besuchten das Konstanzer Gymnasium. 1874 musste das Seminar im Zuge des Kulturkampfs geschlossen werden. Es bestand in Form eines „Verpflegungsverbandes“ weiter, die Schüler wurden in Familien untergebracht und das Gebäude vermietet. 1884 wurde es durch einen Privatmann wiedereröffnet. 1889 wurde es wieder zur kirchlichen Anstalt. Nachdem es 1898 auf Grund von hygienischen und feuerpolizeilichen Beanstandungen geschlossen werden musste, übersiedelten die Schüler mit dem Rektor Holl in das neue Seminar St. Bernhard in Rastatt. 1901 konnte ein Neubau als Erzbischöfliches Gymnasialkonvikt St. Konrad bezogen werden. Im Herbst 1961 konnte ein neues Haus auf dem Sonnenbühl in Konstanz, Uhlandstraße 15, bezogen werden. Ende Juli 1999 wurde das Konradihaus geschlossen.

## Rektoren
- 1899–1902 Conrad Gröber
- 1958–1968 Helmut Otto Ehrler

## Schüler
- [?]–1891 Conrad Gröber
- 1897–1898 Augustin Bea
- 1902–1905 Max Josef Metzger
- 1903–1906 Martin Heidegger
- 1904–1910 Gustav Kempf
- 1917–1925 Karl Gnädinger
- [?]–1954 Karl Schmider
- Raimund Hug
- Andreas Beck[1]
- 1962–1968 Oswald Burger[2]
- Peter Birkhofer[3]